# Kiełpińska Struga
Kiełpińska Struga, Kiełpinecka Struga – nieoficjalna nazwa strugi przepływającej w całości w granicach administracyjnych Gdańska przez dzielnicę Jasień. Lewobrzeżny dopływ Potoku Jasień.

## Przebieg
Struga wypływa na wysokości ok. 110 m n.p.m. na gdańskim Kiełpinku, poniżej wiaduktu ulicy Szczęśliwej nad torami PKM, dawniej linii kolejowej Gdańsk Wrzeszcz – Stara Piła. Następnie przepływa pod torami i na wysokości dawnej stacji kolejowej Kiełpinek płynie równolegle do nich. Za stacją odbija nieco na północ i po około 300 m wpada do Potoku Jasień.